# Limnophora argenticapitis
Limnophora argenticapitis är en tvåvingeart som beskrevs av Shinonaga 2005. Limnophora argenticapitis ingår i släktet Limnophora och familjen husflugor. Inga underarter finns listade i Catalogue of Life.